# Clopton (Northamptonshire)
Clopton is een civil parish in het bestuurlijke gebied East Northamptonshire, in het Engelse graafschap Northamptonshire met 134 inwoners.